# Oedogoniomycetaceae
Oedogoniomycetaceae är en familj av svampar. Oedogoniomycetaceae ingår i ordningen Monoblepharidales, klassen Monoblepharidomycetes, divisionen pisksvampar och riket svampar.
| Oedogoniomycetaceae | \| \| Oedogoniomyces \| \| \| \| |
|                     | \| \| Oedogoniomyces \| \| \| \| |
|                     | Monoblepharidaceae               |
|                     |                                  |
|                     | Harpochytriaceae                 |
|                     |                                  |
|                     | Gonapodyaceae                    |
|                     |                                  |
|                     | Oedogoniomyces                   |
|                     |                                  |

|  | Oedogoniomyces |
|  |                |